# Eurysternus balachowskyi
Eurysternus balachowskyi là một loài bọ cánh cứng trong họ Bọ hung (Scarabaeidae).